# Sint-Ludgeruskerk (Zele)

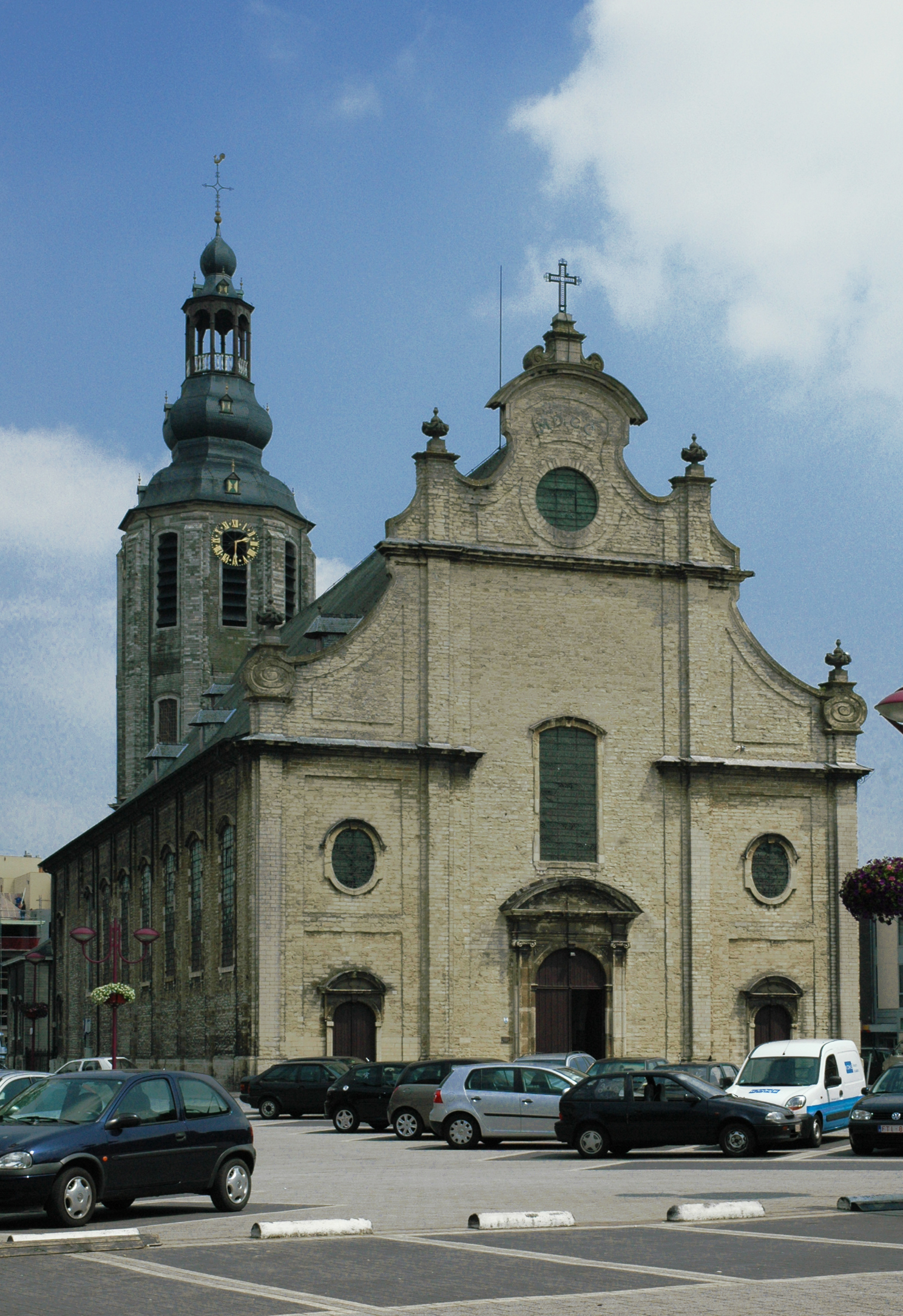
De Sint-Ludgeruskerk in het dorpscentrum van Zele (voor de gevelrestauratie).

De Sint-Ludgeruskerk is een kerkgebouw van de Rooms-Katholieke Kerk in de Belgische gemeente Zele. Het is de hoofdkerk van het dekenaat Zele-Berlare.

## Geschiedenis
De barokke kerk met zandstenen gevels dateert uit de periode 1699-1704 en staat op de plaats waar eerder een gotische kerk stond. De kerk is toegewijd aan Sint-Ludgerus, de stichter van de Duitse Abdij van Werden, dat eigenaar van Zele was door een schenking van Karel de Grote. De vrijstaande achthoekige toren van 59 meter werd in 1717 opgeleverd.
In 2012 werden vier jaar durende restauratiewerken aan de buitengevels van het schip voltooid.